# غايتانو بيلوني
غايتانو بيلوني (بالإيطالية: Gaetano Belloni)‏ مواليد 26 أغسطس 1892 في إيطاليا - الوفاة 9 يناير 1980، كان دراج إيطالي في صنف سباق الدراجات على الطريق.

## سجل النتائج

### سباقات أو مراحل فاز بها
- طواف إيطاليا

## روابط خارجية
- غايتانو بيلوني على موقع أرشيف الدراجات (الإنجليزية)
- غايتانو بيلوني على موقع إحصائيات الدراجات الإحترافية (الإنجليزية)
- غايتانو بيلوني على موقع CycleBase (الإنجليزية)